# Wiener Neustädter Pforte

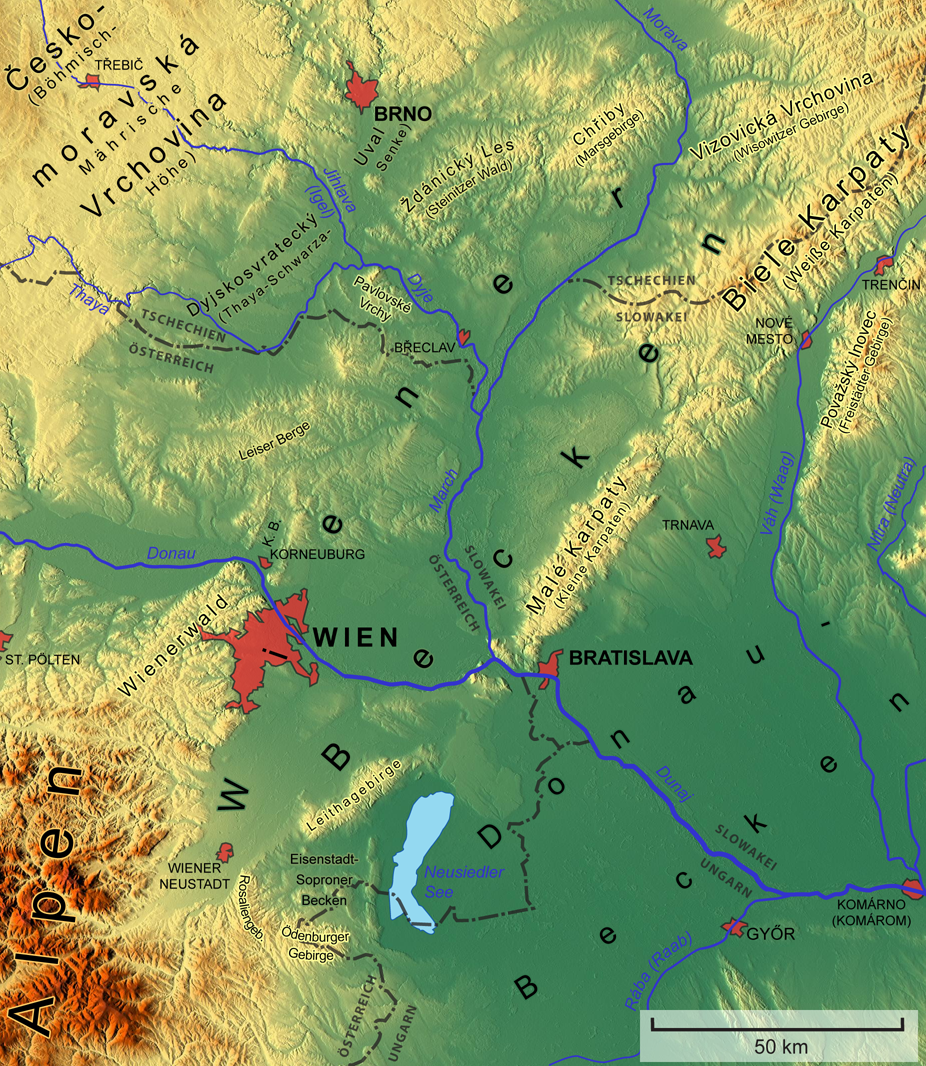
Physische Geographie des Übergangsbereichs zwischen Ostalpen und Westkarpaten. Die Wiener Neustädter Pforte ist der Gebirgsdurchbruch bei Neustadt.

Die Wiener Neustädter Pforte (auch Ödenburger Pforte) ist die geographische Verbindung zwischen dem Wiener Becken und dem Eisenstädter Becken.
Diese Senke ist 13 km breit und liegt zwischen dem Leithagebirge im Nordosten und dem Rosaliengebirge im Süden und bildet die Wasserscheide zwischen Leitha und Wulka.
Um das Wiener Becken vor den Einfällen der Ungarn im frühen Mittelalter zu schützen, wurde 1194 die Wiener Neustadt mit der Burg Wiener Neustadt gegründet.
Auf der burgenländischen Seite befinden sich der Neufelder See, der Steinbrunner See und der Pöttschinger See, die Reste des Braunkohlebergbaus in dieser Region sind. Der Wiener Neustädter Kanal wurde zum Transport der Braunkohle bis zur damals ungarischen Grenze bei Pöttsching gebaut.
Orte im Umfeld der Wiener Neustädter Pforte: Wiener Neustadt, Hornstein, Neufeld an der Leitha, Neudörfl, Bad Sauerbrunn